# Vencsoui metró
A Vencsoui metró, hivatalos nevén Wenzhou Rail Transit (egyszerűsített kínai írással: 温州轨道交通, hagyományos kínai írással: 溫州軌道交通, pinjin: Wēnzhōu Guǐdào Jiāotōng) Kínában található Vencsou városban és vonzáskörzetében. A metróhálózat hossza 2024 áprilisában 116,4 km, a metróvonalak száma 2 és az állomások száma 38 volt. Az első vonal 2019. január 23. nyílt meg.

## Nevezéktan
A Kínában általában a 市郊铁路 (városi-elővárosi vasút) és a 市域铁路 (tökéletes vasút) kifejezéseket felváltva használják az újonnan megnyílt ingázó/regionális vasúti szolgáltatásokra, és latin S betűvel jelölik őket. Dél-Chejiang tartományban azonban a 市郊铁路 a Transilienhez hasonló valódi ingázó/regionális vonalakra utal, míg az S-sel jelölt 市域铁路 a RER-hez hasonló, részben földalatti városi rendszerre utal. Taizhouban a vasúti közlekedésben mindkét rendszer működik; míg Vencsouban mind a RER-szerű rendszer működik, mind pedig egy tervezett gyorsvasút. A RER-szerű rendszer működésében minden a gyorsvasúthoz hasonló, és nincs közvetlen kapcsolata az országos vasúti rendszerrel, mégis a tartományok közötti vasúttól örökölt űrszelvénnyel és jelzőrendszerrel rendelkezik, és bal oldali közlekedés van érvényben, valamint hosszabb távolság van az állomások között (kb. 3 km). A kisebb városokban a gyorsvasutak építésére vonatkozó állami korlátozások miatt néhány városi önkormányzat ezt a módszert használja az ilyen korlátozások kijátszására, a polgárok felé gyorsvasútként, míg a központi kormányzat felé elővárosi vasútként kommunikálva a rendszert.

## Forgalom
Az utasforgalom az elmúlt években az alábbi módon változott:
| 2019 | 7 750 000 |